# Salvador branco no cinema
O branco salvador (no original inglês, "white savior")  é um tropo cinematográfico em que um personagem central branco resgata personagens racializados (geralmente menos proeminentes) de circunstâncias infelizes. Isso se repete em uma variedade de gêneros no cinema americano, em que um protagonista branco é retratado como uma figura messiânica que muitas vezes recebe um insight ao resgatar esses personagens racializados (ou ocasionalmente alienígenas que os substituem) de sua situação.
O tropo narrativo do branco salvador é uma maneira pela qual o cinema representa a sociologia da raça e das relações étnicas, apresentando conceitos abstratos como moralidade como características inatas das pessoas brancas e que não existem nas pessoas racializadas. Esse branco salvador é frequentemente retratado como um homem deslocado em sua própria sociedade, até que assume o fardo da liderança racial para resgatar minorias racializadas e estrangeiros de seu sofrimento. Como tal, as histórias de salvadores brancos foram descritas como fantasias "essencialmente grandiosas, exibicionistas e narcisistas" de compensação psicológica. 

## Tropo
Em The Whiteness of Oscar Night (2015), Matthew Hughey descreve a estrutura narrativa do subgênero:
Um filme de branco salvador geralmente é baseado em alguma história supostamente verdadeira. Além disso, apresenta um grupo ou pessoa racializada que vive conflitos e lutas com outros que são particularmente perigosos ou ameaçadores para sua vida e sustento. Terceiro, uma pessoa branca (o salvador) entra no meio e, por meio de seus sacrifícios, como professor, mentor, advogado, herói militar, aspirante a escritor ou aspirante a guerreiro nativo americano, é capaz de salvar fisicamente - ou pelo menos redimir moralmente - a pessoa ou comunidade de pessoas de cor, no final do filme. Exemplos desse gênero incluem filmes como Glory (1989), Dangerous Minds (1996), Amistad (1997), Finding Forrester (2000), The Last Samurai (2003), Half Nelson (2006), Freedom Writers (2007), Gran Torino (2008), Avatar (2009), O Lado Possível (2009), A Ajuda (2011).
Os filmes do gênero blaxploitation da década de 1970 refletiam o descontentamento com a desigualdade social e racial das pessoas negras nos Estados Unidos e funcionavam como contrapeso ao tropo do branco salvador. De acordo com alguns estudiosos, como Peter Lang, a hipersegregação cultural continuada na década de 1980 levou à crença comum, por muitos brancos estadunidenses, de que a nação havia atingido um estado pós-racial de relações sociais, o que resultou em uma reação contra a discriminação racial. e a diversidade étnica do cinema das décadas anteriores, em cartaz nas décadas de 1960 e 1970; assim, o cinema popular dos anos 1990 e início dos anos 2000 apresentava a narrativa do branco salvador. Esse reaparecimento da narrativa do branco salvador ocorreu porque a maioria dos brancos nos Estados Unidos tinha pouca interação social substantiva com pessoas de diferentes raças e grupos étnicos.
A prevalência do tropo do Branco Salvador continua em filmes frequentemente aclamados pela crítica. Joseph Vogel escreve sobre o tropo em Django Livre:
Na cena climática crucial, o padrão de centralidade branca se mantém. É [o médico branco] Schultz, não [o escravo liberto] Django, que, atormentado pela consciência, mata Calvin Candie e, ao fazê-lo, sacrifica sua própria vida. Quando questionado por Henry Louis Gates Jr. por que ele decidiu fazer do rei Schultz a figura de Cristo, Tarantino afirmou que estava simplesmente desenhando a história do faroeste.
Um estudo de 50 filmes entre 1987 e 2011 considerados filmes de salvadores brancos descobriu que 36% dos filmes estudados foram produzidos pelos 6 principais estúdios ( Sony, Universal, Paramount, Twentieth Century Fox / Fox Searchlight ou Warner Brothers ). Esses filmes também são responsáveis por uma pluralidade das principais premiações desse período.

## Os arquétipos

### O professor inspirador
A história do professor branco salvador, como Subindo por Onde se Desce (1967), Mentes Perigosas (1995) e Escritores da Liberdade (2007), "apresenta um grupo de classe baixa, urbano, racializados (geralmente negros e latinos) que lutam pela ordem social em geral, ou pelo sistema educacional especificamente. No entanto, através dos sacrifícios de um professor branco, eles são transformados, salvos e redimidos no final do filme."  Como um conto inspirador do espírito humano, o enredo do professor-branco-salvador não é racista em si, mas é culturalmente problemático porque é uma variante da narrativa do branco-salvador que deturpa factualmente a realidade cultural e social de que existem professores de grupos minoritários que têm educado com sucesso alunos de grupos minoritários (raciais, étnicos, culturais) em suas comunidades, sem a mordomia salvadora de pessoas brancas. 
Bem-vindo de volta, Kotter ("Welcome Back, Kotter", no original) é uma série de televisão dos anos 1970 sobre o sistema educacional que foi descrito como tendo temas de brancos salvadores.
O drama britânico To Sir, with Love, de 1967, é notável por inverter a fórmula do salvador branco. Sidney Poitier estrela como um professor negro que aceita um cargo de professor em uma escola do centro da cidade, onde a turma é composta por jovens britânicos brancos, problemáticos e delinquentes.

### Homem de princípios
A oposição de princípios do branco salvador à escravidão e às leis Jim Crow o torna defensor da humanidade dos escravos e defensor dos direitos dos negros incapazes de se posicionar de forma autonôma dentro de uma sociedade institucionalmente racista, em filmes como O Sol é para Todos (1962), Conrack (1974) e Amistad (1997). Apesar de serem histórias sobre a opressão racista dos negros, a narrativa do branco salvador relega os personagens racializados ao pano de fundo da história, como objeto(s) passivo(s) da ação dramática. Em primeiro plano coloca o homem branco que milita para salvar os personagens racializados das depredações dos brancos racistas. Os aspectos podem incluir: uma falsa acusação de estupro inter-racial, escolaridade truncada e escravidão.

## Lista de filmes associados
| Filme                                          | Ano  | Descrição |
| ---------------------------------------------- | ---- | --- |
| 12 anos de escravidão                          | 2013 | No filme histórico ambientado em 1841 em diante, o afro-americano nascido livre Solomon Northup (interpretado por Chiwetel Ejiofor) é sequestrado e vendido como escravo. No desfecho do filme, um canadense branco (interpretado por Brad Pitt) resgata Northup da escravidão. Embora 12 Anos de Escravidão se concentre principalmente na resiliência de Northup, que realmente foi resgatado por um canadense, o filme foi identificado como uma representação cinematográfica da escravidão que retratava um salvador branco. Noah Berlatsky, da revista The Atlantic, disse que o uso do branco salvador no enredo, embora historicamente preciso, era desnecessário: "Como é, no contexto de Hollywood, a gratidão atordoada/entorpecida de Northup no final do filme tende a se confundir em uma montagem de outros atores negros com lágrimas nos olhos olhando com admiração e admiração para a nobreza surpreendente e superdeterminada de um ou outro ator branco”. |
| 42 - A História de Uma Lenda                   | 2013 | Baseado em uma história real, o executivo de beisebol branco Branch Rickey (Harrison Ford) seleciona o primeiro jogador afro-americano da Major League da era moderna (1901), Jackie Robinson (Chadwick Boseman), para jogar no Brooklyn Dodgers. |
| Um Gigante de Talento                          | 1994 | Um treinador de basquete branco em desgraça (Kevin Bacon) viaja para uma vila no Quênia para recrutar um jogador em potencial. |
| Amistad                                        | 1997 | Na década de 1830, um grupo de escravos africanos que se rebela contra seus captores é capturado pelos militares dos EUA, e uma batalha legal se inicia na qual o advogado branco John Quincy Adams (interpretado por Anthony Hopkins) defende seus direitos de serem libertados. Isso é baseado na história real de La Amistad, e Adams de fato argumentou seu caso perante a Suprema Corte em "Estados Unidos vs. Amistad." |
| Avatar                                         | 2009 | No filme de ficção científica, um ex-fuzileiro naval branco (interpretado por Sam Worthington) vai para outro planeta e se torna parte de uma tribo humanóide alienígena, levando-os à vitória contra os militares de seu povo. |
| Um Sonho na Índia                              | 2018 | Uma cientista americana branca (interpretada por Brie Larson) é enviada à Índia pela empresa para a qual trabalha para vender um arroz geneticamente modificado aos habitantes locais. |
| Um Sonho Possível                              | 2009 | Uma mulher branca e fã de futebol (interpretada por Sandra Bullock) leva um adolescente negro (interpretado por Quinton Aaron) para sua casa, que pode jogar futebol com o apoio dela durante o ensino médio e a faculdade. O filme é baseado na vida real do jogador de futebol Michael Oher. Oher criticou o filme por simplificar suas lutas e exagerar o papel de Leigh Anne Tuohy. Oher também acreditava que o filme adoçou seu relacionamento com a família Tuohy e ignorou as tensões raciais. |
| Diamante de Sangue                             | 2006 | Um mercenário branco da Rodésia (interpretado por Leonardo DiCaprio) resgata um serra-leonês negro (interpretado por Djimon Hounsou) e seu filho de vilões negros. |
| City of Joy - Onde Vive a Esperança            | 1992 | Um médico americano branco (interpretado por Patrick Swayze) viaja para a Índia para encontrar a iluminação. Ele monta uma clínica gratuita para atender os pobres; embora relutante no início, ele decide ficar com o povo. |
| Conrack                                        | 1974 | Um professor branco (interpretado por Jon Voight) é enviado para uma ilha na costa da Carolina do Sul, onde ensina crianças de famílias negras pobres. Isso foi baseado no relato do autor Pat Conroy, que ensinou alunos negros na Ilha Daufuskie no ano letivo de 1969–1970 e detalhou suas experiências em seu livro de 1972, The Water Is Wide. |
| Jamaica abaixo de Zero                         | 1993 | No filme de comédia vagamente baseado na equipe olímpica jamaicana de bobsled de 1988, jamaicanos negros que desejam formar uma equipe nacional de bobsled são ajudados por um ex-bobsledder em desgraça (interpretado por John Candy). |
| Um Grito de Liberdade                          | 1987 | O filme apresenta o jornalista branco Donald Woods (interpretado por Kevin Kline) que aprende a apreciar o movimento anti-apartheid na África do Sul e seu líder negro Stephen Biko (interpretado por Denzel Washington). Woods deixa o país para denunciar o sistema de apartheid ao mundo. |
| Dança com Lobos                                | 1990 | Na década de 1860, um soldado branco da União (interpretado por Kevin Costner) torna-se parte dos Sioux, uma tribo nativa americana. Ele lidera os Sioux contra seus rivais, os Pawnee, e depois os ajuda a escapar do exército que ele serviu. |
| Mentes Perigosas                               | 1995 | Uma professora branca (interpretada por Michelle Pfeiffer) ensina adolescentes afro-americanos e hispano-americanos em uma escola secundária do centro da cidade. O filme é baseado na autobiografia My Posse Don't Do Homework, da fuzileiro naval americana aposentada LouAnne Johnson. |
| Distrito 9                                     | 2009 | Um oficial branco do governo sul-africano (interpretado por Sharlto Copley) trabalha para realocar extraterrestres para um novo campo de internamento. Quando ele é infectado por um fluido e gradualmente se transforma em um extraterrestre, ele luta contra a transição e é motivado a libertar extraterrestres para que possam curar sua condição. |
| Django Livre                                   | 2012 | Em 1858, o escravo negro Django (interpretado por Jamie Foxx) é libertado pelo caçador de recompensas alemão branco Schultz (interpretado por Christoph Waltz), e eles trabalham juntos para libertar a esposa de Django. |
| Duna                                           | 1984 | As adaptações de David Lynch e Denis Villeneuve do romance Duna, de Frank Herbert, foram descritas como histórias de brancos salvadores. Os críticos alegam que Paul Atreides é um branco salvador estrangeiro que chega e assume o comando dos Fremen locais e os leva à vitória contra seus invasores coloniais. No entanto, essa acusação permanece controversa, já que o romance original de Herbert é considerado uma crítica aos arquétipos messiânicos e aos tropos do branco salvador que eles inspiram. |
| Duna                                           | 2021 | As adaptações de David Lynch e Denis Villeneuve do romance Duna, de Frank Herbert, foram descritas como histórias de brancos salvadores. Os críticos alegam que Paul Atreides é um branco salvador estrangeiro que chega e assume o comando dos Fremen locais e os leva à vitória contra seus invasores coloniais. No entanto, essa acusação permanece controversa, já que o romance original de Herbert é considerado uma crítica aos arquétipos messiânicos e aos tropos do branco salvador que eles inspiram. |
| Elysium                                        | 2013 | No filme de ficção científica, um trabalhador de montagem branco (interpretado por Matt Damon) de uma comunidade majoritariamente racializada viaja para uma estação espacial e acaba se sacrificando para que dispositivos médicos possam ser usados para curar pessoas na Terra. |
| No Limite, a História de Ernie Davis           | 2008 | A verdadeira história de Ernie Davis e do time de futebol americano Syracuse Orangemen de 1959. A história se concentra no relacionamento entre o técnico branco Ben Schwartzwalder (interpretado por Dennis Quaid) e Davis. |
| Encontrando Forrester                          | 2000 | Um recluso escrito branco (interpretado por Sean Connery) vê potencial de escrita em um estudante negro do ensino médio (feito por Rob Brown) e o ajuda com sua escrita. |
| Um Estado de Liberdade                         | 2016 | O filme histórico, ambientado durante a Guerra Civil Americana, é estrelado por Matthew McConaughey como Newton Knight, um desertor do Exército Confederado que lidera outros desertores e escravos libertos para lutar contra os confederados. |
| Escritores da Liberdade                        | 2007 | Em meados da década de 1990, em Long Beach, Califórnia, uma professora branca (interpretada por Hilary Swank) se esforça para educar alunos racializados do ensino médio, apesar das condições de sua vizinhança. |
| Estrada para a Glória                          | 2006 | Na década de 1960, o técnico de basquete masculino Don Haskins (Josh Lucas) treina um time com uma escalação totalmente negra e os leva à vitória. O filme é baseado na história real do time de basquete masculino Texas Western Miners de 1965–66. |
| Gran Torino                                    | 2008 | Um veterano branco racista da Guerra da Coréia (interpretado por Clint Eastwood) ajuda um adolescente americano Hmong e, por fim, protege ele e sua família de uma gangue americana Hmong. |
| A Grande Muralha                               | 2017 | William (interpretado por Matt Damon) é um mercenário europeu branco que viaja para a China em busca de pólvora. Ele se depara com o exército chinês lutando contra monstros alienígenas e os ajuda a salvar a China. A atriz Constance Wu observou um dia após o lançamento do trailer do filme: "Temos que parar de perpetuar o mito racista de que apenas um homem branco pode salvar o mundo. Não é baseado em fatos reais. Nossos heróis não se parecem com Matt Damon. " Após o lançamento do filme, Ann Hornaday, principal crítica de cinema do Washington Post, escreveu que "as primeiras preocupações sobre Damon interpretar um 'salvador branco' no filme acabaram sendo infundadas: seu personagem, um soldado mercenário, é heroico, mas também claramente uma folha para os princípios superiores e coragem de seus aliados chineses." Jonathan Kim, em uma crítica para o Huffington Post, escreve que "tendo visto A Grande Muralha, posso dizer que... se A Grande Muralha é um filme de branco salvador é um pouco mais complicado, mas ainda vou dizer Inocente...Sobre a acusação de branqueamento, eu digo: Inocente." |
| O Rei do Show                                  | 2017 | Um musical seguindo P. T. Barnum (interpretado por Hugh Jackman) e sua criação do Barnum & Bailey Circus. Kristen Lopez, do The Daily Beast, opinou que o filme utiliza a narrativa do branco salvador para pessoas com deficiência, em vez de minorias raciais, e que o retrato de Barnum "não apenas vai contra a história - Barnum lucrou com os deficientes por anos - mas também é prejudicado pela narrativa do filme, que não pode apresentar Barnum como o fenômeno capitalista improvável que ele realmente era." Por outro lado, Scott Mendelson da Forbes argumenta que "ironicamente, uma vez que o filme nos dá muito pouco tempo com Jackman interagindo com suas atrações principais, o filme evita toda a coisa do 'branco salvador'", dizendo ainda "é por meio de sua própria ligação que eles tornar-se uma família substituta". |
| Os Boinas-Verdes                               | 1968 | O filme da Guerra do Vietnã retrata um comandante branco das Forças Especiais do Exército dos EUA (interpretado por John Wayne) que luta pelo povo do Vietnã do Sul. |
| Green Book: O Guia                             | 2018 | O segurança ítalo-americano Tony Lip (interpretado por Viggo Mortensen) serve como motorista e guarda-costas do pianista de jazz e clássico afro-americano Don Shirley (interpretado por Mahershala Ali). A família Shirley denunciou e condenou o filme, descrevendo-o como "doloroso" e retratando uma "sinfonia de mentiras". A família rejeita a relação de amizade conforme retratada no filme, mas sim como "uma relação empregador-empregado", disse que Shirley nunca se referiu a Tony como um "amigo" e chamou o relacionamento de "o único tipo de relacionamento que [Shirley] já teve com qualquer uma das pessoas com quem trabalhou." Ali, que ganhou o Oscar por sua atuação, ligou para a família pedindo desculpas por sua representação de seu parente, acrescentando: "Eu não sabia que havia parentes próximos com quem eu poderia ter consultado para adicionar algumas nuances ao personagem". Os críticos culturais também descreveram a representação de Shirley como um tropo negro mágico. |
| The Grizzlies                                  | 2018 | A verdadeira história de um professor branco que lançou uma equipe de lacrosse para combater uma epidemia de suicídio juvenil na comunidade predominantemente Inuit de Kugluktuk, Nunavut. A diretora Miranda de Pencier estava ciente do aspecto racial potencialmente problemático da história e trabalhou com os produtores inuit Alethea Arnaquq-Baril e Stacey Aglok MacDonald para garantir que o roteiro centrasse a perspectiva da juventude inuit e não caísse nos tropos do salvador branco; no entanto, o filme ainda foi analisado por alguns críticos de cinema através dessas lentes. |
| Encurralados                                   | 2006 | Um professor branco viciado em drogas (interpretado por Ryan Gosling) leciona em uma escola secundária da cidade e, fazendo amizade com um aluno negro, aprende a superar seu vício. |
| Hardball - O Jogo da Vida                      | 2001 | Um jogador branco (interpretado por Keanu Reeves) é obrigado a treinar um time de beisebol de crianças negras dos projetos habitacionais ABLA de Chicago para pagar suas dívidas de jogo. |
| Histórias Cruzadas                             | 2011 | Em 1963, em Jackson, Mississippi, uma jovem branca (interpretada por Emma Stone) busca uma carreira no jornalismo e incentiva empregadas domésticas negras a compartilhar suas experiências pessoais, apesar do racismo predominante na época. Isso foi descrito como um exemplo de um personagem principal branco explorando a vida de afro-americanos carentes para se beneficiar financeiramente sem dar muito alívio a essa comunidade. |
| Estrelas Além do Tempo                         | 2016 | No filme biográfico sobre três mulheres afro-americanas na NASA em 1961, um dos chefes brancos das mulheres (interpretado por Kevin Costner) defende que ela use o banheiro mais próximo em vez de outro mais distante, destinado apenas à sua raça. Ele também a deixa entrar no Controle da Missão para testemunhar o lançamento. Nenhuma das cenas aconteceu na vida real, e o roteirista Theodore Melfi disse que não via problema em adicionar as cenas: "É preciso haver pessoas brancas que façam a coisa certa, é preciso que haja pessoas negras que façam a coisa certa e alguém faça o que é certo". coisa certa. E então quem se importa com quem faz a coisa certa, desde que a coisa certa seja alcançada?" |
| Indiana Jones e o Templo da Perdição           | 1984 | O arqueólogo e aventureiro branco Indiana Jones (interpretado por Harrison Ford) resgata indígenas de um culto que os sacrifica. |
| Ilha de Cachorros                              | 2018 | Em meio a um surto de gripe canina em uma cidade japonesa distópica, um intercambista americano e ativista pró-cães lidera a investigação de uma conspiração da qual acredita que o prefeito autoritário e amante de gatos da cidade criou essa gripe como parte de um plano para aniquilar todos os cães exilados da cidade. Mais tarde, o aluno ajuda uma matilha de cães a expor a corrupção do prefeito ao recuperar o soro que cura a gripe canina. |
| Cruzada                                        | 2005 | O cruzado francês Balian (Orlando Bloom) herda um feudo no reino de Jerusalém. Com seus conhecimentos e trabalhadores locais, ele irriga sua terra seca para a alegria dos habitantes. Mais tarde, ele negocia a paz com Saladino. |
| A Última Fronteira                             | 2016 | O filme, dirigido por Sean Penn, é estrelado por médicos brancos na África Ocidental. IndieWire relatou: "Os críticos repreenderam Penn por fazer um filme de branco salvador que tenta envergonhar seu público com imagens de guerra sangrentas." |
| O Último Samurai                               | 2003 | Na década de 1870, um ex-oficial branco do Exército da União (interpretado por Tom Cruise) viaja para o Japão e se junta a um grupo de samurais, ajudando-os a resistir aos conselheiros corruptos do imperador japonês. |
| Lawrence da Arábia                             | 1962 | Baseado na vida real do oficial branco do exército britânico T. E. Lawrence (interpretado por Peter O'Toole), que liderou os árabes em uma revolta contra o Império Otomano. |
| A Lenda de Tarzan                              | 2016 | Tarzan, criado por macacos na África e depois retornado à Inglaterra como Lord Greystoke, retorna à África e luta contra o tráfico de escravos. |
| Lincoln                                        | 2012 | O filme histórico enfoca os esforços do presidente dos Estados Unidos, Abraham Lincoln (interpretado por Daniel Day-Lewis) e outras figuras brancas para vencer a Guerra Civil Americana e acabar com a escravidão nos Estados Unidos. A historiadora Kate Masur descobriu que Spielberg tomou liberdades com o registro histórico e disse: "Por cerca de 30 anos, os historiadores têm demonstrado que os escravos foram agentes cruciais em sua emancipação." Masur disse que no filme, "os personagens afro-americanos não fazem quase nada além de esperar passivamente que os homens brancos os libertem". |
| Redenção                                       | 2011 | Um ex-presidiário branco (interpretado por Gerard Butler) viaja para o Sudão do Sul para reconstruir casas e se vê tendo que salvar seus moradores de soldados envolvidos em uma guerra civil. O filme é baseado na vida real de Sam Childers. |
| Sete Homens e um Destino                       | 1960 | Um grupo de pistoleiros/mercenários contratados é recrutado por um grupo de aldeões mexicanos para defendê-los contra uma gangue saqueadora de bandidos mexicanos. No final, o líder Chris (interpretado por Yul Brynner) olhando para os túmulos dos camaradas caídos diz aos sobreviventes: "O Velho estava certo. Apenas os fazendeiros venceram. Nós perdemos. Sempre perderemos." É baseado em Os Sete Samurais, um filme em que os samurais salvam plebeus. |
| Um Homem Chamado Cavalo                        | 1970 | A história de um aristocrata inglês interpretado por Richard Harris que é capturado, torturado e adotado pelos Sioux e eventualmente se torna seu líder. "Mesmo os chamados filmes autênticos como Um Homem Chamado Cavalo - esse é o filme mais branco que eu já vi." |
| O Homem Que Queria Ser Rei                     | 1975 | Baseado no livro "O Homem que Queria Rei" (1888) escrito por Rudyard Kipling, dois aventureiros brancos (interpretados por Sean Connery e Michael Caine) na década de 1880 são coroados reis na Afghan de Kafiristan. Enquanto a narrativa é descrita como irônica, os afegãos são retratados de maneira clichê. |
| Matrix                                         | 1999 | O filme de ficção científica apresenta o hacker de computador branco Neo, que se torna o único a salvar a humanidade. Matthew Hughey, em seu livro The White Savior Film, diz que o filme tem um protagonista branco "entrando nas paisagens multiculturais fora da realidade simulada por computador [e] deve começar, por meio de sua graça, a salvar pessoas não-brancas de um desastre iminente." Hernan e Vera em seu livro Screen Saviors: Hollywood Fictions of Whiteness descrevem Neo como "o messias branco [que] tem uma equipe racialmente diversa de ajudantes". Eles dizem: "A crítica potencial do filme ao racismo branco é contrariada pelo enredo mítico, no qual os personagens negros - Morpheus, o Oráculo e os membros da tripulação de Morpheus, Tank e Dozer - são discípulos que servem ao Messias branco Neo." Adilifu Nama, em seu livro Black Space: Imagining Race in Science Fiction Film, disse sobre os papéis principais de Morpheus e do Oráculo: "No geral, a busca parece ser mais uma missão liderada por um homem e uma mulher negros do que uma liderada por um salvador brancos personagens negros são facilmente lidos como pedras de toque culturais simbólicas e respectivos lembretes dos direitos civis e movimentos Black Power." O papel principal foi originalmente oferecido a Will Smith. |
| McFarland dos EUA                              | 2015 | Baseado em uma história real, Jim White, um treinador branco (interpretado por Kevin Costner) treina uma equipe de corrida cross country totalmente latina. The Atlantic disse: "[Ele] invocou alguns gemidos entre os críticos que reconhecem sua premissa de 'branco salvador'. Alguns dizem que transcende suas armadilhas paradigmáticas - outros afirmam que é um filme sobre como facilitar os brancos em uma América mais diversificada." O diretor Niki Caro disse: "Estávamos muito conscientes de não fazer um filme de branco salvador, e poderíamos ter feito com o material, mas era muito importante para nós que ele fosse um cara imperfeito que acabou sendo redimido pela comunidade. Você o vê tornar-se um treinador melhor, um pai melhor e um homem melhor por meio de sua interação com este lugar e essas pessoas." |
| Arremesso de Ouro                              | 2014 | Baseado na história real de Rinku Singh e Dinesh Patel, o agente esportivo J. B. Bernstein (interpretado por Jon Hamm) organiza um concurso de talentos na Índia, onde descobre uma dupla de jovens que demonstrarão habilidades suficientes no beisebol para receber um contrato do Pittsburgh Pirates. |
| Mississípi em Chamas                           | 1988 | Em 1964, dois agentes brancos do FBI (interpretados por Gene Hackman e Willem Dafoe) viajam para o Mississippi para investigar os assassinatos de Chaney, Goodman e Schwerner, organizadores dos direitos civis dos quais um era negro. Eles são retratados como heróis na luta negra. O diretor Alan Parker disse sobre o elenco: "Por ser um filme, senti que deveria ser ficcional. Os dois heróis da história tinham que ser brancos. Isso é um reflexo de nossa sociedade tanto quanto da indústria cinematográfica. Nisso ponto no tempo, não poderia ter sido feito de outra maneira." |
| Música do Coração                              | 1999 | Baseado na história real de Roberta Guaspari, uma professora branca de música (interpretada por Meryl Streep) ensinando estudantes não brancos de um colégio no centro da cidade. |
| Profissionais da Crise                         | 2015 | No filme de comédia dramática, uma consultora política branca (Sandra Bullock) ajuda um político boliviano a vencer a eleição presidencial em seu país. |
| Um Diretor contra Todos                        | 1987 | Um professor branco (interpretado por James Belushi) ensina alunos não brancos em uma escola do centro da cidade. |
| Meu Nome é Radio                               | 2003 | Um técnico branco de futebol americano (interpretado por Ed Harris) ajuda um fã de futebol negro com deficiência mental (interpretado por Cuba Gooding Jr.) a se envolver mais com o time. |
| Missão no Mar Vermelho                         | 2019 | O filme de suspense apresenta heróis judeus de Israel que salvam refugiados judeus etíopes da África. |
| Duelo de Titãs                                 | 2000 | Baseado na história verídica do treinador de futebol americano Herman Boone, um treinador de futebol americano branco (interpretado por Will Patton) dá ajuda preferencial aos jogadores negros da escola e ajuda o treinador de futebol negro (interpretado por Denzel Washington) durante um jogo que foi fraudado pelos árbitros brancos. |
| O Triunfo                                      | 2006 | Um professor branco (interpretado por Matthew Perry) se muda de uma pequena cidade para a cidade de Nova York para fazer a diferença na vida de estudantes não-brancos. |
| Somos Todos Iguais                             | 2017 | Um rico empresário (interpretado por Greg Kinnear) relutantemente se junta a sua esposa (interpretada por Renée Zellweger) que é voluntária em um abrigo para sem-teto. Os dois então desenvolvem uma amizade com um sem-teto interpretado por (Djimon Hounsou). |
| Neve Sobre os Cedros                           | 1999 | Um jornalista branco (interpretado por Ethan Hawke) possui informações que podem inocentar um pescador nipo-americano (interpretado por Rick Yune) em seu julgamento por assassinato. |
| O Solista                                      | 2009 | Um homem branco (interpretado por Robert Downey Jr.) ajuda um homem negro com deficiência mental e sem-teto (interpretado por Jamie Foxx) a reviver sua paixão e habilidade na música. |
| Stargate - A Chave para o Futuro da Humanidade | 1994 | No filme de ficção científica, um egiptólogo e linguista branco (interpretado por James Spader) e um coronel militar branco (interpretado por Kurt Russell) resgatam uma população não-branca em um planeta alienígena de seus traficantes de escravizados extraterrestres. |
| Cara a Cara                                    | 1996 | Uma professora branca de Educação Física (interpretada por Rhea Perlman) treina um time de basquete de jogadores negros, levando-os aos campeonatos da cidade. |
| Lágrimas do Sol                                | 2003 | Um comandante branco da Marinha dos Estados Unidos (interpretado por Bruce Willis) decide salvar os refugiados nigerianos do avanço das tropas rebeldes, violando suas ordens primárias e secundárias. |
| Tempo de Matar                                 | 1996 | Na zona rural do Mississippi, um advogado branco chamado Jake Brigance (interpretado por Matthew McConaughey) é nomeado para defender Carl Lee Hailey (interpretado por Samuel L. Jackson), um homem negro acusado de assassinar dois supremacistas brancos que estupraram sua filha de 10 anos, Tânia. Baseado no romance de mesmo nome, escrito por John Grisham. |
| O Sol é para Todos                             | 1962 | Um advogado branco (interpretado por Gregory Peck) defende um homem negro falsamente acusado de estupro; ele perde o caso, mas é aplaudido por seu nobre esforço. Baseado no livro de mesmo nome escrito por Harper Lee. |
| Portal dos Guerreiros                          | 2016 | O filme de fantasia, uma coprodução sino-francesa, é estrelado por um adolescente branco que é transportado para a China e se torna um guerreiro de Kung Fu precisando resgatar uma princesa de vilões. |
| Quando a Tempestade Enfraquece                 | 2018 | Em parte uma sátira crítica das narrativas dos brancos salvadores, o enredo do filme inclui dois trabalhadores humanitários canadenses nas Filipinas, cujas tentativas de bancar os salvadores após o tufão Haiyan são contraproducentes. |
| Uma Gatinha Boa de Bola                        | 1986 | Uma mulher branca (interpretada por Goldie Hawn) torna-se treinadora de um time de futebol da cidade e os leva a um campeonato. |
| Candyman                                       | 1992 | Uma mulher branca (interpretada por Virginia Madsen) começa a investigar assassinatos que acontecem em uma comunidade negra e que são atribuídos a uma figura mágica. |
| Queimada!                                      |      | Um colono britânico branco (interpretado por Marlon Brando) é enviado para instigar uma revolução entre escravizados na Ilha de Queimada, local no Caribe vital para a indústria de cana-de-açúcar. |